# Nathan Lynn
Nathan Lynn (* 6. Mai 1992 in Kimberley) ist ein südafrikanischer Schauspieler. Einem breiten nationalen Publikum wurde er durch die The Kissing Booth-Filmtrilogie bekannt.

## Leben
Lynn wurde am 6. Mai 1992 im südafrikanischen Kimberley geboren. 2015 debütierte er als Fernsehschauspieler, als er in einer Episode der Fernsehserie Dominion und im Fernsehfilm The Gamechangers auftrat. In den folgenden Jahren erhielt er Episodenrollen oder kleinere wiederkehrende Serienrollen, unter anderem in Jamillah and Aladdin, Blood Drive oder Outlander. 2018 stellte er im Tierhorrorfilm Deep Blue Sea 2 die Rolle des Aaron Ellroy dar. Im selben Jahr stellte er im Film The Kissing Booth einen Nebencharakter dar, der allerdings in den Fortsetzungen The Kissing Booth 2 und The Kissing Booth 3 als Cameron einen größeren Stellenwert in den Filmen einnahm. 2019 spielte er im Fernsehfilm Critters Attack! mit. Später folgten Besetzungen in den Fernsehfilmen A Dickens of a Holiday! und Private Princess Christmas.

## Filmografie (Auswahl)
- 2015: Dominion (Fernsehserie, Episode 2x03)
- 2015: The Gamechangers (Fernsehfilm)
- 2016: Jamillah and Aladdin (Fernsehserie, Episode 1x13)
- 2016: Of Kings and Prophets (Fernsehserie, Episode 1x04)
- 2017: Origins: The Journey of Humankind (Fernsehserie, 2 Episoden, verschiedene Rollen)
- 2017: Blood Drive (Fernsehserie, Episode 1x01)
- 2017: Outlander (Fernsehserie, 2 Episoden)
- 2017: Accident
- 2018: Deep Blue Sea 2
- 2018: The Kissing Booth
- 2018: American Monster (Fernsehserie, Episode 3x11)
- 2019: Critters Attack! (Fernsehfilm)
- 2020: The Last Days of American Crime
- 2020: The Kissing Booth 2
- 2021: The Kissing Booth 3
- 2021: A Dickens of a Holiday! (Fernsehfilm)
- 2024: Private Princess Christmas (Fernsehfilm)